# Samo ljudi
Samo ljudi è un film jugoslavo del 1957 diretto da Branko Bauer.